# Свети Георги (Връбница)
Вижте пояснителната страница за други значения на Свети Георги.
„Свети Георги“ (на албански: Kisha e Shën Gjergjit) е възрожденска православна църква, разположена в дебърското село Връбница (Върница), Албания. Част е от Тиранската и Драчка епархия.
Църквата е разположена в центъра на селото. Изградена е в 1823 година, когато Връбница е все още в Османската империя. След Младотурската революция, в 1909 година на храма е поставена камбана, която обаче по-късно пада и се пази вътре в храма. Иконостасът е изписан от видния дебърски майстор Дичо Зограф. Иконата му на Света Богородица е датирана 1853 година.